# Graphiurus nagtglasii
Graphiurus nagtglasii es una especie de roedor de la familia Gliridae.

## Distribución geográfica
Se encuentra en Camerún, República Centroafricana, Ghana, Liberia, Nigeria, Sierra Leona, y, posiblemente en Gabón.

## Hábitat
Su hábitat natural son: clima subtropical o tropical, húmedo de tierras de baja altitud, bosques.